# 吉田菫
吉田 菫（よしだ すみれ、1992年12月28日 - ）は、日本の女性歌手、作詞家である。ガールズバンド・SILENT SIRENのメンバー。福島県白河市生まれ。血液型はO型。身長：161cm。愛称はすぅ。同バンドほとんどの楽曲で作詞を手掛けており、他アーティストへの楽曲提供も行なっている。

## 来歴
中学校の修学旅行の際にスカウトされ、高校2年生の後半に上京した。雑誌『CUTiE』などで読者モデルとして活躍。
音楽を始めたきっかけはピアノとバンドをやっていた姉の影響である。ピアノを弾く姉の姿に憧れ小学校の時は4年間ピアノを習う。中学校に入るとバンドに興味を持ち、2年生の時に初めて自身のお小遣いで1万円のアコースティック・ギターのセットを買った。その後、高校1年生の時に同級生と初めてガールズバンドを組み、アニメ『けいおん!』の楽曲、マキシマムザホルモン、Hi-STANDARD、GO!GO!7188など幅広くカバーしていた。
2012年8月9日、宝島社から自身のスタイルブック『すぅ凡。』を発売し、8月20日にはマルイシティ渋谷1F店頭プラザで発売記念イベントを開催した。
2017年9月14日、東京・SHIBUYA TSUTAYA 7Fにて使用ギターであるFENDERの実機を展示する企画“MY FIRST FENDER”展にてギターを出展した。
2022年6月8日、鈴木雅之のシングル「GIRI GIRI」に参加し、バンド活動休止後初となる音楽作品への参加となる。また7月16日には鈴木雅之のツアー「taste of martini tour 2022 ～DISCOVER JAPAN DX～」ファイナルの大阪公演に出演した。
2022年9月1日、自身の声を元にした音声合成システム「VoiSona」を使ったライブラリの発売が発表され、同年12月19日に「AiSuu」の製品名で発売された。
2022年12月17日、日本テレビ×プラチナムピクセルによる、新アイドルプロジェクト「NFT IDOL HOUSE」を自身がプロデュースすることを発表した。

## 人物
音楽のルーツは兄と姉の影響が大きく、小さい頃からTHE BLUE HEARTSを聴いて育った。初めてギターでコピーしたのもTHE BLUE HEARTSの「リンダリンダ」と「終わらない歌」で、バンドでもコピーしていた。
自身が初めて購入したCDは椎名林檎の『本能』で、そこからバンドが好きになりメロコアやパンクを聴くようになった。
好きなバンドは10-FEET、ASIAN KUNG-FU GENERATION、ONE OK ROCK、WHERE'S ANDYなど。
SILENT SIRENがメジャーデビューのタイミングでメンバーが変わり、ガールズバンドとして活動することに反対していたが、結果的に「その選択はすごく良かった」と公言している。
アニメや漫画が好きで歌詞を書くときに行き詰まった時は、アニメを観たり漫画を読んだりして、その世界観の中で感じたものを曲にすることも多い。

## 作品

### 楽曲提供
| 歌手名              | 年     | タイトル               | 備考 |
| ------------------- | ------ | ---------------------- | ---- |
| palet               | 2015年 | キミノコト             | 作詞 |
| PASSPO☆             | 2016年 | ラブリフレイン         | 作詞 |
| 26時のマスカレイド  | 2019年 | ちゅるサマ!            | 作詞 |
| 26時のマスカレイド  | 2019年 | エンジェルナンバー     | 作詞 |
| 26時のマスカレイド  | 2021年 | メロサマ               | 作詞 |
| 超ときめき♡宣伝部   | 2021年 | ラヴなのっ♡            | 作詞 |
| LOONA（今月の少女） | 2021年 | StarSeed 〜カクセイ〜  | 作詞 |
| 愛美                | 2022年 | ≒                      | 作詞 |
| 星川サラ            | 2023年 | 愛ゆえ                 | 作詞 |
| CANDY TUNE          | 2023年 | キス・ミー・パティシエ | 作詞 |
| CANDY TUNE          | 2023年 | hanamaru               | 作詞 |
| CANDY TUNE          | 2023年 | きゅきゅきゅキュート   | 作詞 |
| CANDY TUNE          | 2023年 | WAO！アオハル！        | 作詞 |
| CANDY TUNE          | 2024年 | エトセトLOVE YOU       | 作詞 |
| CANDY TUNE          | 2025年 | レベチかわいい！       | 作詞 |
| Appare!             | 2024年 | 太陽 SUMMER！          | 作詞 |
| 超ときめき♡宣伝部   | 2024年 | ときどきセンチメンタル | 作詞 |

### コラボレーション
- GIRI GIRI (鈴木雅之 feat. すぅ 名義) (2022年6月8日、Epic) - TVアニメ「かぐや様は告らせたい-ウルトラロマンティック-」オープニング主題歌[20][21]